# Christine Caron
Christine Caron   (París, 10 de juliol de 1948), també anomenada Kiki Caron, és una nedadora francesa, especialista en esquena, ja retirada, que va competir durant la dècada de 1960. És germana de la també nedadora Annie Caron.
El 1964 va prendre part en els Jocs Olímpics d'Estiu de Tòquio, on guanyà la medalla de plata en la competició dels 100 metres esquena del programa de natació. Quatre anys més tard, als Jocs de Ciutat de Mèxic, disputà dues proves del programa de natació. En ambdues, els 100 i 200 metres esquena quedà eliminada en sèries. En aquests Jocs fou l'abanderada francesa en la cerimònia inaugural.
En el seu palmarès també destaca una medalla d'or en els 100 metres esquena del Campionat d'Europa de natació de 1966, així com 29 títols francesos.
Una vegada retirada va actuar en dues pel·lícules: Le lys de mer (1969) i Violentata sulla sabbia (1971). El 1998 va ser inclosa a l'International Swimming Hall of Fame. El 2005 va ser nomenada Dama de la Legió d'Honor. El 2006 va publicar una autobiografia titulada Kiki amb un prefaci escrit per Johnny Hallyday.